# JJ (sanger)
Johannes Pietsch (født 29. april 2001), kendt under sit kunstnernavn JJ, er en østrigsk sanger og sangskriver.
Han vandt Eurovision Song Contest 2025 for Østrig med sangen "Wasted Love", som han selv har skrevet sammen med Teya og Thomas Thurner.

## Baggrund
Pietsch blev født i Wien af en østrigsk IT-specialist og en filippinsk kok og voksede op i Dubai. I 2016 flyttede familien tilbage til Østrig. I 2020 deltog han i den niende sæson af The Voice UK efter at have misset tilmeldingsfristen til The Voice of Germany. Året efter deltog han i den femte sæson af Starmania, hvor han nåede den første finalerunde. Han studerer også på Musik- og Kunstuniversitetet i Wien efter at have gået på operaskolen ved Wiener Staatsoper.